# Jay Wright Forrester
Jay Wright Forrester (Anselmo, Nebraska, 1918. július 14. – Concord, Massachusetts, 2016. november 16.) amerikai egyetemi tanár, a számítógép-tudomány egyik úttörője.
Az MIT Sloan Menedzsment Iskolájának nyugalmazott egyetemi tanára, Germeshausen-tanítvány.

## Életpályája
Forrester egy nebraskai szarvasmarha telepen született és középiskolás korában egy szélkerék által hajtott autó dinamójával szolgáltatta a farm első villamosságát. E korai érdeklődése vezette a villamosmérnöki pályára, majd 1939-ben szakmérnöki tanulmányai során kutatósegédként az MIT Magasfeszültségű Laboratóriumában, majd a Szervomechanikai Laboratóriumában dolgozott ágyúk- és radarok elektromos és hidraulikus szervomechanikájának fejlesztésén. 1944-ben elhatározta, hogy saját lábára áll és vállalkozásba fog, de a laboratórium igazgatója megakadályozta őt ebben egy olyan ajánlattal, amit nem tudott elutasítani, mivel megkapta a tengerészeti repülőgéptervek számítógépes tesztelésének megtervezését. A világháborúban  és az azt követő időkben a hadsereg fejlesztette ki az ENIAC rendszert, s a tengerészet “Forgószél” nevű analóg számítógépe később a SAGE (“Bölcs”) nevű légvédelmi rendszerévé fejlődött. Forrester az eredeti analóg felépítményt elhagyva a “Whirlwind”-et az ENIAC alapján digitális rendszerré alakította, de fő érdeme mégis az 1949-ben jelentősen megjavított, ún. véletlen-elérésű mágnes-mag memória feltalálása volt, mely később az egész számítógépes iparban általánosan elterjedt .
Mikor a szovjetek felrobbantották az első atombombájukat, a korábbi szövetségesek viszonya megromlott és a hidegháború kezdetét vette, az amerikai hadvezetés érdeklődése újra a számítógépes technológia felé fordult és a “Whirlwind” program megszüntetési terveivel felhagytak. Ennek keretében Forrester fejlesztette ki a “Whirlwind”-en alapuló félautomata földkörnyezet rendszer (SAGE) prototipusát, melybe 1953-ban építették be a mágnes-mag memóriát és végül 1958-ban helyezték üzembe. A Forrester által fejlesztett SAGE rendszer az 1980-as évek végéig volt az amerikai légvédelem alapja.
1956-ban Forrester jelentős karrierváltást hajtott végre, mikor a Villamosmérnöki Karról az MIT Menedzser Iskolájába lépett át. Új környezetében azonnal az elektromos rendszerek mérnöki tapasztalatait és módszereit kezdte alkalmazni emberi rendszerekre, mely egy új tudomány megalapítását jelentette. Forrester a figyelmét a szervezeti rendeletek konkrét tapasztalati tanulmányozására összpontosította és számítógépes szimulációkat alkalmazott a társadalmi rendszerek elemzésére és a különböző vezetési modellek következményeinek előrejelzésére. Ez a módszer kapta a “rendszerdinamika” elnevezést és Forrestert általánosan megalapítójának tekintik. Ezt a módszert sok, nagyon különböző területeken alkalmazzák. 1970-ben Forrester néhány globális problémára használta és arra a következtetésre jutott, hogy az iparosítás nagy problémát jelent, mert a következményének tekinthető túlnépesedés felborítja a korábbi globális egyensúlyt. Sok könyvet írt a rendszerdinamikáról és számos (9) tiszteletbeli doktorátust kapott a világ különböző egyetemein. Jelenleg a gazdasági rendszerek viselkedését, az üzletciklusok- és a gazdasági válságok okait kutatja és rendszerdinamikán alapuló új típusú vezetőképzést, valamint  általános- és középiskolai képzést fejleszt.

## Könyvei
- 1961. Industrial dynamics. Waltham, MA: Pegasus Communications.
- 1968. Principles of Systems, 2nd ed. Pegasus Communications.
- 1969. Urban Dynamics. Pegasus Communications.
- 1971. World Dynamics. Wright-Allen Press.
- 1975. Collected Papers of Jay W. Forrester. Pegasus Communications.